# Placetron wosnessenskii
Placetron wosnessenskii is een tienpotigensoort uit de familie van de Hapalogastridae. De wetenschappelijke naam van de soort is voor het eerst geldig gepubliceerd in 1892 door Schalfeew.